# Actenodes davidi
Actenodes davidi är en skalbaggsart som beskrevs av Nelson 1979. Actenodes davidi ingår i släktet Actenodes och familjen praktbaggar. Inga underarter finns listade i Catalogue of Life.